# مسیتا (کلرادو)
مسیتا (به انگلیسی: Mesita) یک منطقهٔ مسکونی در ایالات متحده آمریکا است که در شهرستان کوستیا، کلرادو واقع شده‌است. مسیتا ۲٬۳۳۹ متر بالاتر از سطح دریا واقع شده‌است.